# Liviu Oniciu
Liviu Oniciu (n. 11 februarie 1927 – d. 27 noiembrie 1999) a fost un electrochimist român. A avut contribuții de pionierat in studiul pilelor de combustiei în România cât și al acumulatoarelor Ni-Fe; Ni-Cd, Na-S și cu anod de litiu.
A urmat învățământul liceal la Seminarul pedagogic al Universității din Cluj (1946). A absolvit Facultatea de Științe a Universității „Victor Babeș” din Cluj (1950), devenind asistent la Catedra de Chimie Fizică a acestei facultăți. S-a pensionat în 1997, la vârsta de 70 de ani, dar a continuat să lucreze ca profesor consultant, până în ultimele zile ale vieții sale.
În perioada de predare a fost: lector (1961), profesor asociat (1965), profesor titular (1970), decan al Facultății de Chimie (11 ani), șef al Departamentului de Chimie Fizică (14 ani), membru al Consiliului facultății (32 de ani), membru al Senatului universitar (24 de ani).
Profesorul Liviu Oniciu a fost: director al secției Cluj a Institutului de Energetică Chimică și Biochimică (10 ani), Director al Centrului de Cercetare în Electrochimie de la Universitatea Babeș-Bolyai (9 ani), membru al Societății Internaționale de Electrochimie (ISE), al Societatății Americane de Electrochimie, al Consiliul Academiei Europene de Tehnologie de Suprafață și, ca dovadă a recunoașterii sale la nivel international, ISE l-a ales să fie reprezentantul grupului român de electrochimie din ISE.

## Publicații
- Chimie fizică. Electrochimie ed. I, II 1974, 1977
- Pile de combustie, Editura Dacia 1971
- Liviu Bobos, Liviu Oniciu, Șerban Agachi, Conversia electrochimică a energiei, Editura tehnică 1977
- Liviu Oniciu, Ernest Grünwald, Galvanotehnica, Editura Științifică și Enciclopedică, București , 1980
- Surse electrochimice de putere 1982
- Liviu Oniciu, Elena Constantinescu, Electrochimie și coroziune, 1982